# KM2000

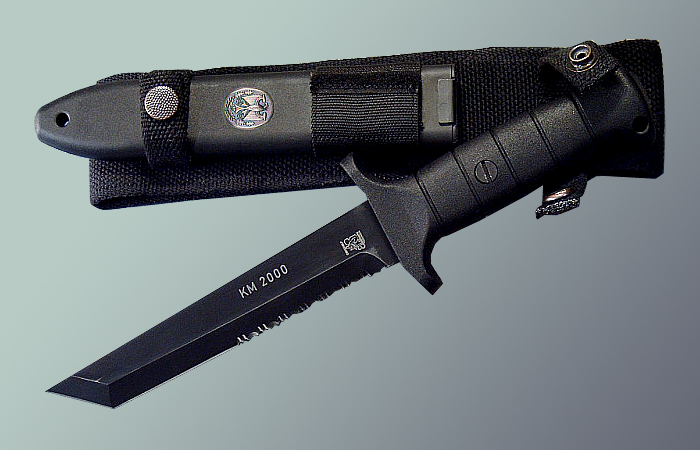
El KM2000 y su funda.

El KM2000 (KampfMesser, en alemán «cuchillo de combate») es un arma de combate cercano utilizada por los soldados del Bundeswehr, las fuerzas armadas de Alemania. Fue aprobado en 2001 y está en uso desde 2003.
El KM2000 es un cuchillo con una longitud de unos 30 cm y un peso de 330 g. La hoja tiene un grosor de 5 mm y una longitud de 17,2 cm desde la punta hasta la empuñadura. La ausencia de una parte mecánica, como un mecanismo de cierre, proporciona la máxima resistencia al cuchillo. El extremo de la empuñadura tiene una punta rompecristales, que en realidad es el extremo de la espiga de la hoja del cuchillo.
La hoja está hecha de acero inoxidable 440A ennegrecido para evitar cualquier reflexión que pudiera indicar la posición del usuario. La empuñadura es de poliamida reforzada con fibra de vidrio. Este cuchillo cumple con los estándares de la OTAN.
En 2008, la hoja cambió de forma, y ganó un bisel en la punta, mientras que el metal utilizado fue un Böhler N695 (HRC 57) de acero inoxidable. Ligeramente más duro, este acero también le da una capacidad de corte mucho mayor.
El cuchillo se entrega en una funda negra de plástico duro, sujeta a un clip de cordura con un sistema de fijación tipo MOLLE. Esto permite que la daga se cuelgue en muchas bolsas militares o civiles, siempre y cuando estén equipadas con asas apropiadas.